# Zierikzee
Zierikzee est une ville des Pays-Bas située sur l'île de Schouwen-Duiveland, au nord de l'Escaut oriental.

## Population
Au 1er janvier 2006, Zierikzee comptait 10 658 habitants.

## Histoire
Les sources anciennes font remonter Zierikzee au Xe siècle. Depuis 1248, la ville dispose de nombreux privilèges et franchises (stadsrechten). À la fin du Moyen Âge, Zierikzee fut une des villes les plus importantes de la Zélande.
Elle fut vainement assiégée en 1300 par les Flamands, qui y furent battus sur mer en 1304 par les Français et les Hollandais. Prise en 1576 par les Espagnols après le siège de Zierikzee, elle fut reprise quatre mois après, aidée par une mutinerie de la garnison espagnole pour retard de paiement de solde.
La supposée présence des templiers à Zierikzee est mentionnée dans un ouvrage du XVIe siècle en rapport avec leur arrestation initiée par Philippe le Bel en 1307. On y parle d'un massacre et de deux templiers qui s'échappèrent. Mais excepté leurs possessions à La Braque (actuellement aux Pays-Bas près du village d'Alphen dans la province du Brabant-Septentrional, la commanderie 'Hof Ter Brake' ou 'Ter Brooke' aujourd'hui disparue) et à Zaamslag qui sont attestées par des chartes de cette époque, il n'existe pas de preuves historiques qui corroborent ces informations et la maison dite des Templiers (Tempelierenhuis) ne leur a jamais appartenu.
De 1810 à 1814, lors de l'occupation française, Zierikzee fut sous-préfecture du département français des Bouches-de-l'Escaut.
En 1953, la ville est endommagée par la catastrophe de 1953. La ville britannique de Hatfield lui fit parvenir de l'aide et des liens de fraternité se sont développés. À la suite de cet épisode, les deux villes sont jumelées.
Zierikzee fut une commune indépendante jusqu'en 1997. En cette année, toutes les communes des îles de Schouwen et de Duiveland fusionnaient, pour former une nouvelle commune, Schouwen-Duiveland. Zierikzee en est le chef-lieu.

## Patrimoine architectural
- L'hôtel de ville
- La Zuidhavenpoort
- Nobelpoort
- Tour de l'église Saint-Lievens

## Personnalités liées à la commune
- Job Baster (1711-1765), médecin et naturaliste
- Jan Jacob Cau (1750-1836), homme politique néerlandais
- François Breekpot (1756-1801), homme politique néerlandais
- Peter van Vossen (1968), footballeur néerlandais
- Tika de Jonge (2003), footballeur néerlandais

## Jumelage
Saint-Hilaire-du-Harcouët (France)

## Galerie

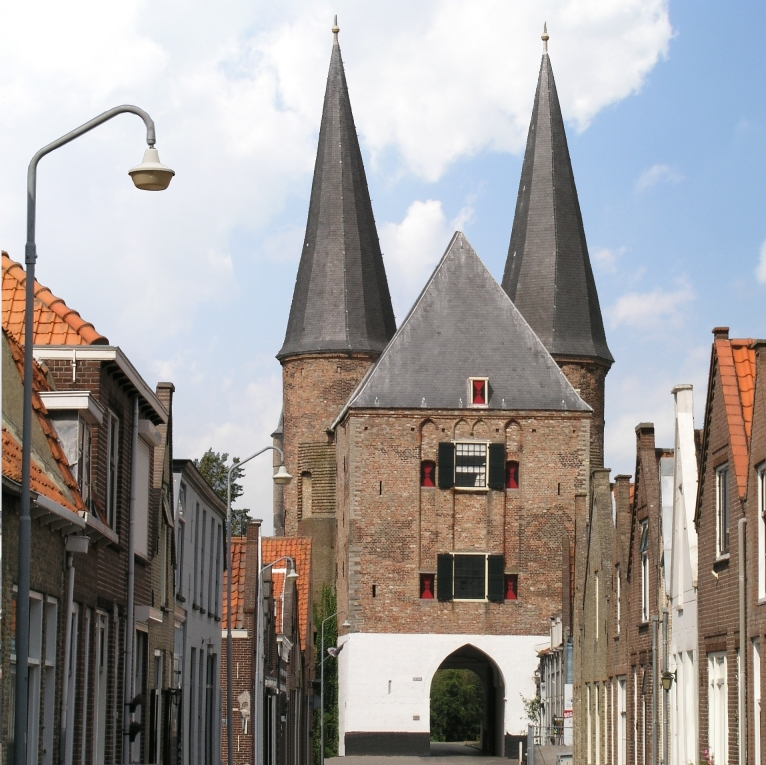
La porte Nobel (ou Nobelpoort).
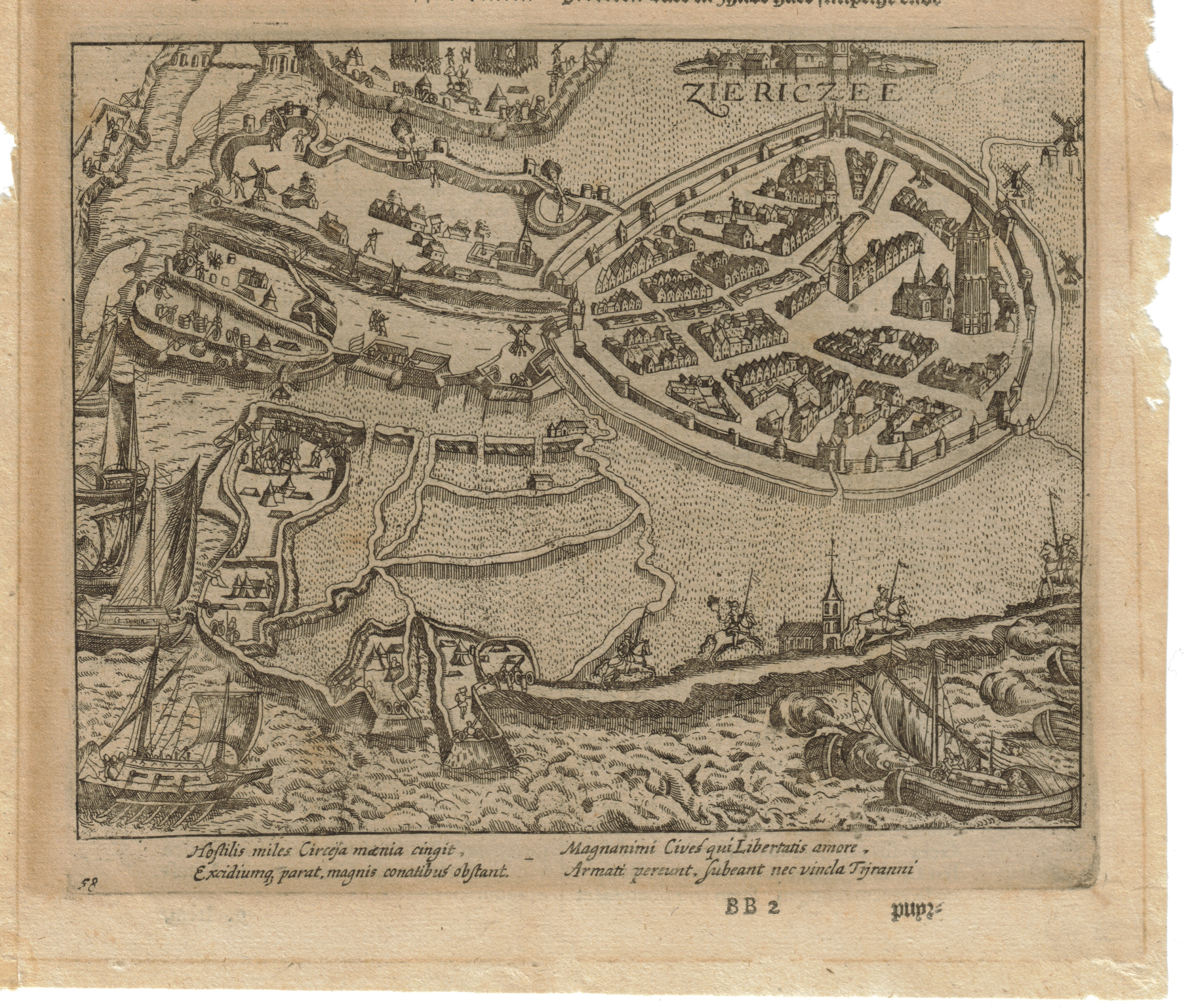
Vue de la ville lors du siège de l'armée espagnole en 1575.
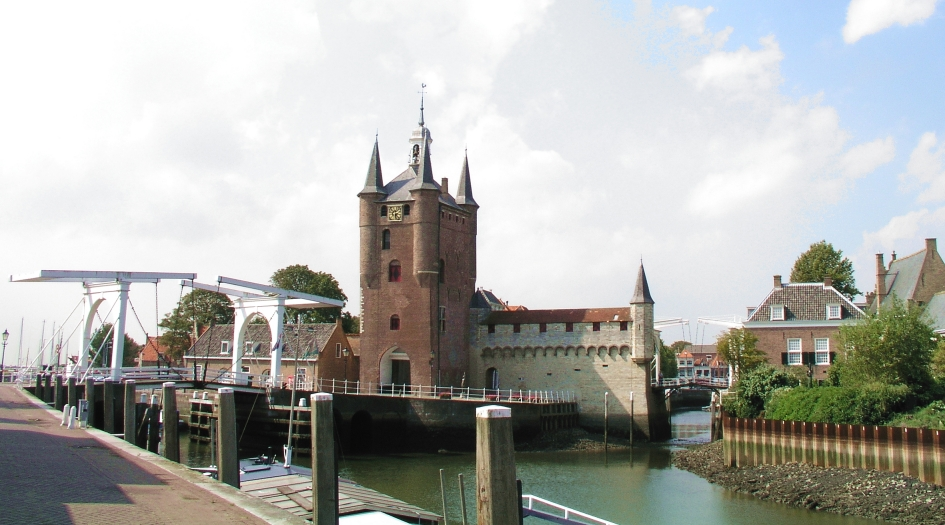
La porte sud du Port (ou Zuidhavenpoort).
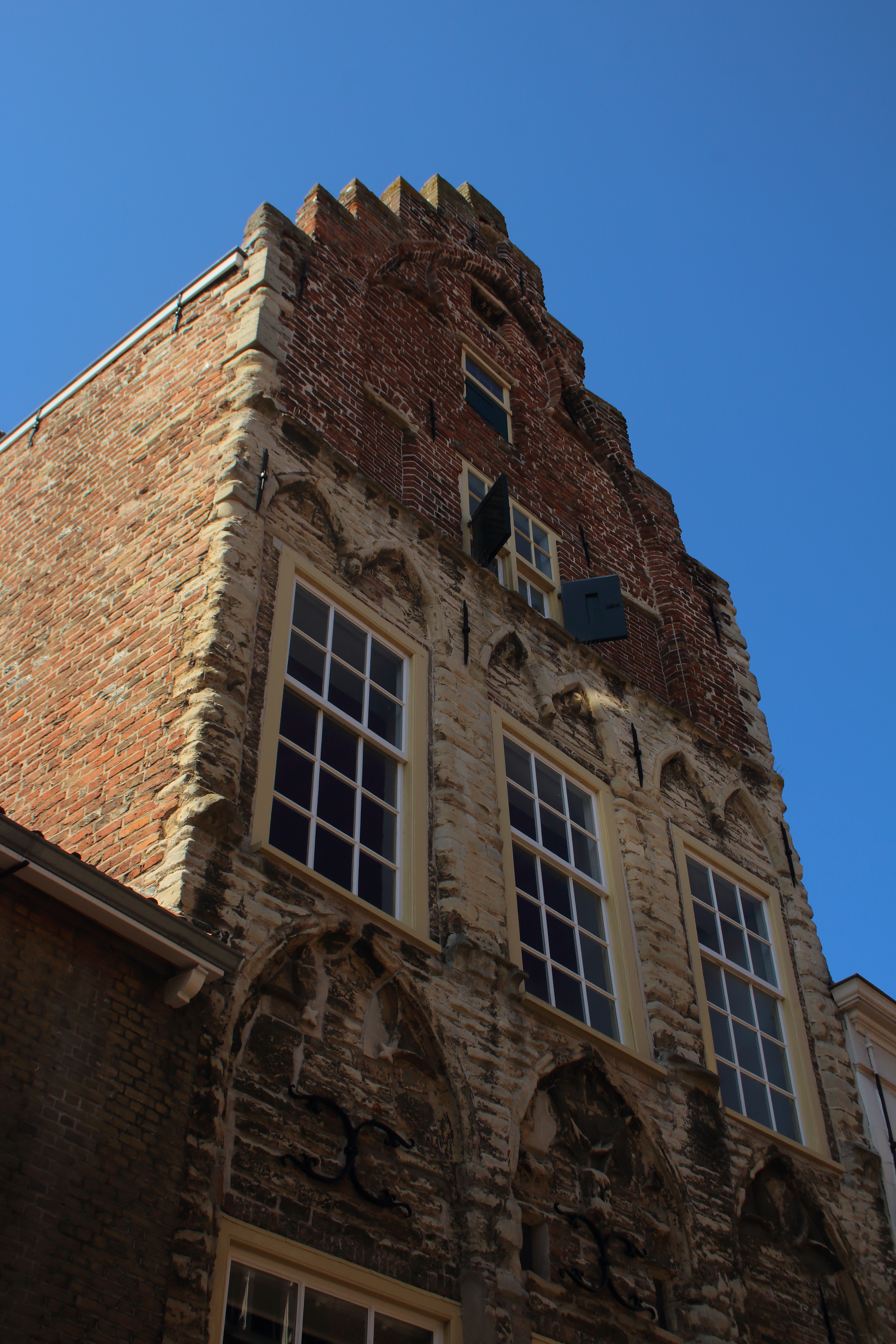
La maison De Haan faussement dénommée Maison des Templiers (ou Tempelierenhuis).
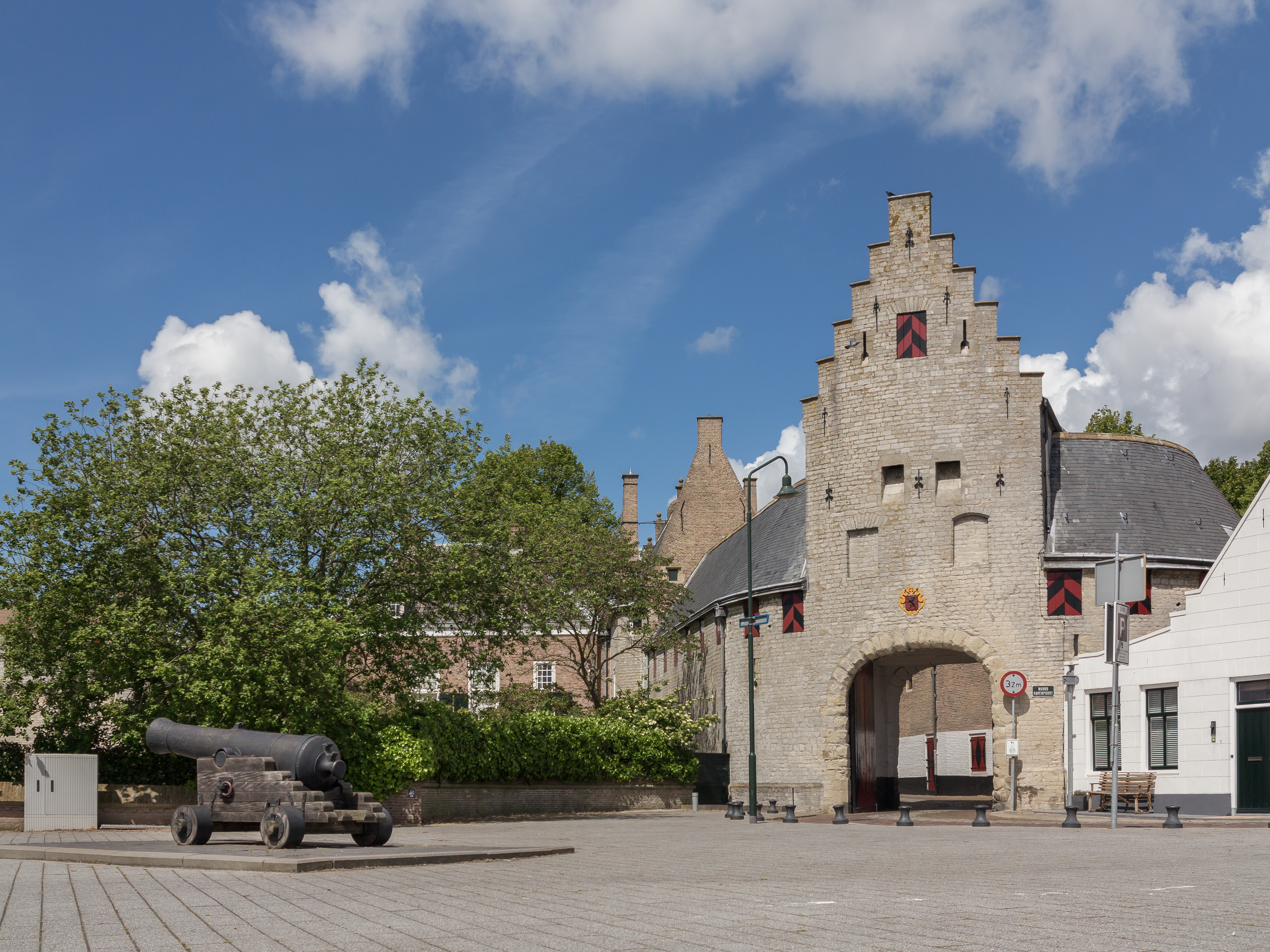
La porte nord du Port (ou Noordhavenpoort).